# Hypolepis nigrescens
Hypolepis nigrescens là một loài thực vật có mạch trong họ Dennstaedtiaceae. Loài này được Hook. miêu tả khoa học đầu tiên năm 1851.